# Esquisse d'une théorie de la pratique
Pour les articles homonymes, voir esquisse (homonymie).
Esquisse d’une théorie de la pratique est un livre du sociologue français Pierre Bourdieu paru en 1972.